# Zagreb Raiders
Gli Zagreb Raiders sono stati una squadra di football americano, di Zagabria, in Croazia; fondati nel 2008, hanno vinto un CroBowl. Nel 2015 si sono fusi con gli Zagreb Patriots.

## Dettaglio stagioni

### Tornei nazionali

#### CFL/HFL
| Stagione | regular season | regular season | regular season | regular season | regular season | regular season | playoff | playoff | playoff | playoff | playoff | playoff   | playoff         |
|          | Vin            | Par            | Per            | Tot            | PF             | PS             | Vin     | Per     | Tot     | PF      | PS      | risultato | avversaria      |
| -------- | -------------- | -------------- | -------------- | -------------- | -------------- | -------------- | ------- | ------- | ------- | ------- | ------- | --------- | --------------- |
| 2010     | 2              | 0              | 4              | 6              | 67             | 96             | -       | -       | -       | -       | -       | -         | -               |
| 2012     | 3              | 0              | 3              | 6              | 157            | 107            | 0       | 1       | 1       | 0       | 61      | CroBowl   | Zagreb Patriots |
| 2013     | -              | -              | -              | -              | -              | -              | 1       | 0       | 1       | 42      | 0       | Campioni  | Zagreb Thunder  |
| Totale   | 5              | 0              | 7              | 12             | 224            | 203            | 1       | 1       | 2       | 42      | 61      |           |                 |

Fonti: Enciclopedia del Football - A cura di Roberto Mezzetti

##### 1. SLAN
| Stagione | regular season | regular season | regular season | regular season | regular season | regular season | playoff | playoff | playoff | playoff | playoff | playoff   | playoff    |
|          | Vin            | Par            | Per            | Tot            | PF             | PS             | Vin     | Per     | Tot     | PF      | PS      | risultato | avversaria |
| -------- | -------------- | -------------- | -------------- | -------------- | -------------- | -------------- | ------- | ------- | ------- | ------- | ------- | --------- | ---------- |
| 2012     | 0              | 0              | 3              | 3              | 22             | 90             | -       | -       | -       | -       | -       | -         | -          |
| Totale   | 0              | 0              | 3              | 3              | 22             | 90             | -       | -       | -       | -       | -       |           |            |

Fonti: Enciclopedia del Football - A cura di Roberto Mezzetti

### Tornei internazionali

#### EFAF Challenge Cup
| Stagione | regular season | regular season | regular season | regular season | regular season | regular season | playoff | playoff | playoff | playoff | playoff | playoff   | playoff    |
|          | Vin            | Par            | Per            | Tot            | PF             | PS             | Vin     | Per     | Tot     | PF      | PS      | risultato | avversaria |
| -------- | -------------- | -------------- | -------------- | -------------- | -------------- | -------------- | ------- | ------- | ------- | ------- | ------- | --------- | ---------- |
| 2010     | 1              | 0              | 1              | 2              | 35             | 78             | -       | -       | -       | -       | -       | -         | -          |
| Totale   | 1              | 0              | 1              | 2              | 35             | 78             | -       | -       | -       | -       | -       |           |            |

Fonti: Enciclopedia del Football - A cura di Roberto Mezzetti

#### Alpe Adria Football League
| Stagione | regular season | regular season | regular season | regular season | regular season | regular season | playoff | playoff | playoff | playoff | playoff | playoff         | playoff          |
|          | Vin            | Par            | Per            | Tot            | PF             | PS             | Vin     | Per     | Tot     | PF      | PS      | risultato       | avversaria       |
| -------- | -------------- | -------------- | -------------- | -------------- | -------------- | -------------- | ------- | ------- | ------- | ------- | ------- | --------------- | ---------------- |
| 2013     | 4              | 0              | 2              | 6              | 158            | 66             | 0       | 1       | 1       | 12      | 19      | Alpe Adria Bowl | Maribor Generals |
| 2014     | 0              | 0              | 7              | 7              | 0              | 245            | -       | -       | -       | -       | -       | -               | -                |
| Totale   | 4              | 0              | 9              | 13             | 158            | 311            | 0       | 1       | 1       | 12      | 19      |                 |                  |

Fonti: Enciclopedia del Football - A cura di Roberto Mezzetti

### Riepilogo fasi finali disputate
| Anno           | Luogo | Evento | Fase del torneo | Incontro                          | Risultato |
| 7 luglio 2012  |       | HFL    | CroBowl         | Zagreb Patriots - Zagreb Raiders  | 61 - 0    |
| 22 giugno 2013 |       | HFL    | CroBowl         | Zagreb Raiders - Zagreb Thunder   | 42 - 0    |
| 29 giugno 2013 |       | AAFL   | Alpe Adria Bowl | Zagreb Raiders - Maribor Generals | 12 - 19   |

## Palmarès
- 1 CroBowl (2013)